# Théodore Rousseau
Étienne Pierre Théodore Rousseau (Pariz, 15. travnja 1812. – Barbizon, 22. prosinca 1867.), bio je francuski slikar, jedan od najistaknutijih pripadnika Barbizonske škole.

## Životopis

### Mladost
Théodore Rousseau je rođen u Parizu, u buržoaskoj obitelji. U početku se školovao za poduzetnika, ali ubrzo pokazuje talent za slikarstvo. Iako se njegov otac u početku protivio njegovoj odluci da započne karijeru umjetnika, kasnije se pomirio s njegovim napuštanjem poduzetništva i podržavao ga u svom radu. Pružio mu je podršku i za vrijeme sukoba s organizatorima pariškog Salona. Kao i mnogi umjetnici 1830-ih koji su odbacivali akademsku tradiciju studijskog slikanja, Rousseau je nailazio na otpor u nalaženju prostora za prezentiranje svojih likovnih djela na najvažnijoj pariškoj likovnoj izložbi.
Utjecaj slikara sljedbenika akademske tradicije bio je vrlo velik, tako da su Rousseauova djela adekvatno prezentirana publici tek 1848.
Rousseau je izložio šest radova na Salonu 1831., 1833., 1834. i 1835. godine, ali je 1836. žiri kritičara Salona odbio njegovo likovno djelo Paysage du Jura (La descente des vaches). Između 1836. i 1841. Rousseau je poslao još šest likovnih djela na Salon, ali ni jedno od njih nije prošlo izbor žirija. Otada prestaje slati svoje radove na Salon do 1849., kad su prihvaćene sve tri njegove slike.
Tiejokm sukoba s pariškom kritikom imao je veliku podršku u tisku, a novinari su ga nazivali "le grand refusé". Pogotovo je postao pogotovo poznat preko novinskih članaka svog prijatelja Théophilea Thoréa, likovnog kritičara koji će se kasnije preseliti u Englesku i pisati kritike pod psedonimom Burger.
Tijekom godina umjetničke izolacije, Rousseau je stvorio neke od njegovih najljepših likovnih djela: "Avenija kestena", "The Marsh in the Landes" (danas u Louvreu), "Inje" (danas u SAD-u), a godine 1851., nakon reorganizacije Salona 1848., prikazao je i svoje remek djelo, "Rub šume" (također u Louvreu). Ova je slika slična jednom drugom djelu "Proplanak u Fontainebleauškoj šumi", danas dijelom kolekcije Wallace u Hertford Houseu, u Londonu, ali se razlikuje u kompoziciji.

### Barbizon i zrelost
Prije 1848. Rousseau je rijetko navraćao u Barbizon, ali je nakon toga odlučio trajno boraviti u ovom selu okruženom šumom i tu je ostao do kraja života. Nakon priznanja svog rada od strane kritičara, Rousseau je uspijevao dobro zaraditi od prodaje slika (iako je vrijednost njegovih radova narasla deset puta tridest godina nakon njegove smrti), i okupio je velik broj obožavatelja. U to vrijeme su ga vlasti još uvijek ignorirale, tako da je Narcisse Virgilio Diaz prije njega bio proglšen vitezom Legije časti 1851. godine. Rousseau je u to vrijeme ostao bez odlikovanja, ali je nedugo zatim i on odlikovam. Kasnije će biti proglašen časnikom Legije časti.
Na izložbi Exposition Universelle 1853. okupljeni su na jednom mjestu svi Rousseauovi odbijeni radovi prethodnih dvadeset godina i kritičari su ih ocijenili kao jednu od najsjajnijih izložeih likovnih cjelina. Nakon neuspješnog pokušaja prodaje svojih slika putem aukcije 1861., Rousseau je razmišljao o napuštanju Pariza i o preseljenju u Amsterdam, London ili čak New York.

### Kasne godine
Rousseau je tijekom svog kasnijeg života imao niz nesreća. Njegova supruga, koja je godinama bila izvorom zabrinutosti, postala je teški psihijatrijski bolesnik, dok je njegov stari otac postao financijski ovisan o njemu. Povrh toga, dok su Rousseau i njegova supruga privremeno bili odsutni, jedan mladić (prijatelj njegove obitelji) koji je živio u njihovoj kući u Barbizonu počinio je samoubojstvo. Dok je bio na putovanju u Alpama 1863. slikajući krajolik oko Mont Blanca, Rousseau je dobio upalu pluća. Iako se oporavio, nakon povratka u Barbizon je počeo patiti od nesanice i postupne opće malaksalosti.
Izabran je predsjednikom žirija za likovnu umjetnost izložbe Exposition Universelle 1867., međutim njegovo razočarenje činjenicom da nije osvojio bitnije nagrade dodatno je ugrozila njegovo zdravlje. Mjesec dana kasnije ostao je paraliziran. Djelomično se oporavio, ali je doživio još napada tijekom jeseni iste godine. U studenom se njegovo stanje naglo pogoršalo i Rousseau umire 22. prosinca 1867. u društvu svog dragog prijatelja Jeana-Françoisa Milleta. Millet, se nakon Rousseauove smrti nastavio brinuti za njegovu duševno bolesnu ženu.

## Galerija slika
- Hrast u Apremontu (1850. – 1852.), Muzej Louvre, Pariz, Francuska
- Barbizonski krajolik, oko 1850., Puškinov muzej, Moskva, Rusija
- Veliki hrastovi starog Bas-Bréau, 1864., Muzej likovnih umjetnosti, Houston, SAD
- Pejzaž s oračem, Ermitaž, Sankt-Peterburg, Rusija

## Vanjske poveznice
- Théodore Rousseau - životopis na stranicama Rehs Gallery, pristupljeno 10. rujna 2014.